# Erateina albicans
Erateina albicans là một loài bướm đêm trong họ Geometridae.